# René-Louis de Girardin
Il marchese René-Louis de Girardin de Vauvray d'Ermenonville (Parigi, 24 febbraio 1735 – Vernouillet, 20 settembre 1808) è stato un artista, scrittore, militare e paesaggista francese. Girardin è noto soprattutto come architetto del paesaggio, per aver progettato e creato a Ermenonville uno dei primi giardini all'inglese dell'Europa continentale, il quale poi influenzò notevolmente l'architettura del paesaggio in Francia, nonché per aver protetto e ospitato Jean-Jacques Rousseau nel suo ultimo anno di vita.

## Biografia
Di nobile famiglia, era di remota origine italiana: il cognome originario era Gherardini, probabilmente appartenente alla collaterale linea, emigrata in Francia e proprietaria di castelli in Normandia e nella zona della Loira, di uno dei rami della famiglia originariamente toscana a cui appartenne anche Lisa Gherardini, che ispirò la Monna Lisa di Leonardo; divenne ufficiale sotto Luigi XV, partecipando alla guerra dei sette anni. Fu nominato poi dal re feudatario del Regno di Francia e signore di Ermenonville.
Fervente ammiratore di Jean-Jacques Rousseau, che accolse nella sua dimora nel suo ultimo anno di vita, ed energico sostenitore della sua filosofia, contribuì a diffonderne il pensiero curando tra l'altro la prima edizione delle opere complete dell'autore ginevrino. La tenuta divenne poi un parco "filosofico" naturalistico alla memoria di Rousseau ispirato a quello descritto nel romanzo Giulia o La nuova Eloisa e definito dal filosofo "giardino dell'innocenza". Rousseau, in completa rottura con Voltaire, Diderot, David Hume, con le autorità e i precedenti protettori Louise d'Épinay e il barone d'Holbach, in preda a problemi di salute e vittima di paranoia sempre più forte, fu invitato da Girardin a rifugiarsi presso di lui dopo la morte del suo ultimo mecenate, Luigi Francesco di Borbone-Conti e dopo un incidente con una carrozza quasi fatale avvenuto a Parigi il 24 ottobre 1776. Il filosofo trascorse mesi di tranquillità e riflessione fino alla sua improvvisa morte il 2 luglio 1778 per probabile emorragia cerebrale al ritorno di una passeggiata. Il parco fu visitato da diversi personaggi storici: Maximilien Robespierre (che visitò Rousseau negli ultimi mesi di vita), Maria Antonietta e Luigi XVI prima della Rivoluzione, Napoleone Bonaparte, Benjamin Franklin, Ippolito Pindemonte e parecchi rivoluzionari francesi. Girardin si contese l'eredità dei manoscritti di Rousseau con la vedova Thérèse Levasseur, sua erede testamentaria che sposò poi uno dei valletti del marchese. Si occupò della sepoltura e della cerimonia commemorativa di Rousseau, a proprie spese, avvenuta nella tenuta di Ermenonville senza riti religiosi ufficiali la sera del 4 luglio. Con Pierre-Alexandre DuPeyrou e Paul-Claude Moultou curò l'edizione di tutte le sue opere edite e inedite e si adoperò per diffondere le sue idee fino alla Rivoluzione francese e oltre.

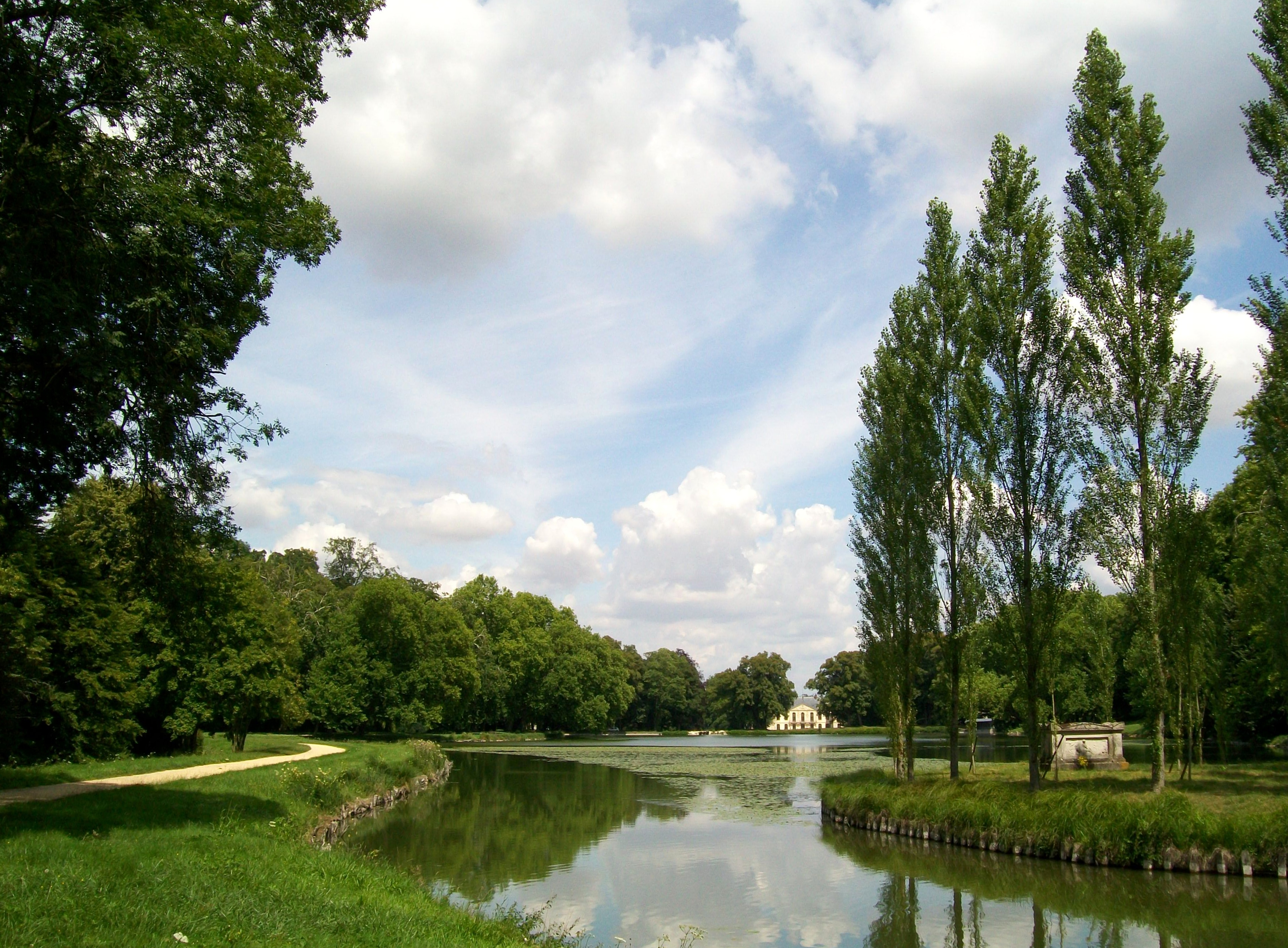
Veduta del Parco Rousseau, con lo stagno, l'Isola dei Pioppi o Isola Rousseau (soprannominata anche Elysée come il giardino di Clarens descritto nella Nuova Eloisa), e il castello di Ermenonville sullo sfondo, residenza della famiglia Girardin. Subito dopo la sua morte nel 1778, Jean-Jacques Rousseau venne seppellito sull'isoletta. Sull'isola è sepolto anche il pittore, amico di Rousseau, Georges-Frédéric Meyer che visse anche lui nella tenuta fino alla morte nel 1779. Rousseau fu traslato al Pantheon nel 1794, ma il cenotafio artistico è tuttora presente.

A causa della sua opposizione al Regime del Terrore, Girardin rischiò l'arresto e la ghigliottina, dovendo scappare da Parigi, e il parco dedicato a Rousseau fu devastato. Nonostante la sua appartenenza della prima ora al Club dei Giacobini (difese e salutò con entusiasmo alle riunioni parigine la Dichiarazione dei diritti dell'uomo e del cittadino nel 1789), dovette nascondersi dopo le scissioni e le epurazioni di Foglianti e Girondini, per la difficoltà a ottenere dallo stesso governo giacobino un certificat de civisme, in quanto accusava Robespierre e i rivoluzionari montagnardi di avere stravolto le teorie di Rousseau sul contratto sociale. Sua figlia fu arrestata, e rilasciata solo dopo il colpo di Stato del 9 termidoro (1794). Il figlio, Louis Stanislas de Girardin, membro attivo dei Foglianti, fuggito all'estero e rientrato nel 1793, fu anche lui arrestato assieme a tutti i fratelli; anche loro furono tutti rilasciati dopo il termidoro.
Girardin si oppose alla traslazione dei resti di Rousseau dal parco di Ermenonville al Pantheon di Parigi, decisa dalla Convenzione nazionale termidoriana verso la fine di quell'anno. Il parco di Ermenonville subirà diverse vicissitudini (dopo il 1794 fu gestito dal figlio maggiore Stanislas) fino a diventare proprietà dello Stato francese e bene nazionale negli anni 1990.
Durante il Direttorio, il Consolato e il Primo Impero francese, Girardin ricominciò il suo lavoro di architetto paesaggista diffondendo in tutta Europa anche le sue teorie e idee rousseauiane, specialmente quelle sull'educazione "naturale" (la pedagogia basata sull'Emilio) e sui giardini. Morì in piena epoca napoleonica, nel 1808, a Vernouillet, dove aveva realizzato un nuovo giardino come sua ultima residenza.

## Pensiero
Il signore di Ermenonville è descritto dal suo biografo André Martin-Decaen come "una delle figure più interessanti del XVIII secolo. [...] Vedremo in lui, per tutta la sua vita, questi tre personaggi: il gentiluomo [e] il gran signore, il mecenate curioso e l'artista appassionato della bellezza dei paesaggi rustici". René-Louis de Girardin aderisce alla "filosofia" ("philosophie") vista nell'Illuminismo come un nuovo movimento rispetto a quella del passato, e alle nuove idee, con grande entusiasmo. Secondo l'accezione a lui contemporanea, il termine philosophes designava gli uomini la cui azione è mossa dalla ragione, senza lasciarsi influenzare da tradizioni e pregiudizi. La filosofia rappresenta, per i suoi seguaci, il nutrimento delle scienze naturali e umane; insegna all'uomo a pensare ragionevolmente e a fare deduzioni logiche. Non sorprende quindi che una delle colonne del Tempio della Filosofia Moderna a Ermenonville sia dedicata a Isaac Newton, associato soprattutto alla fisica odierna.

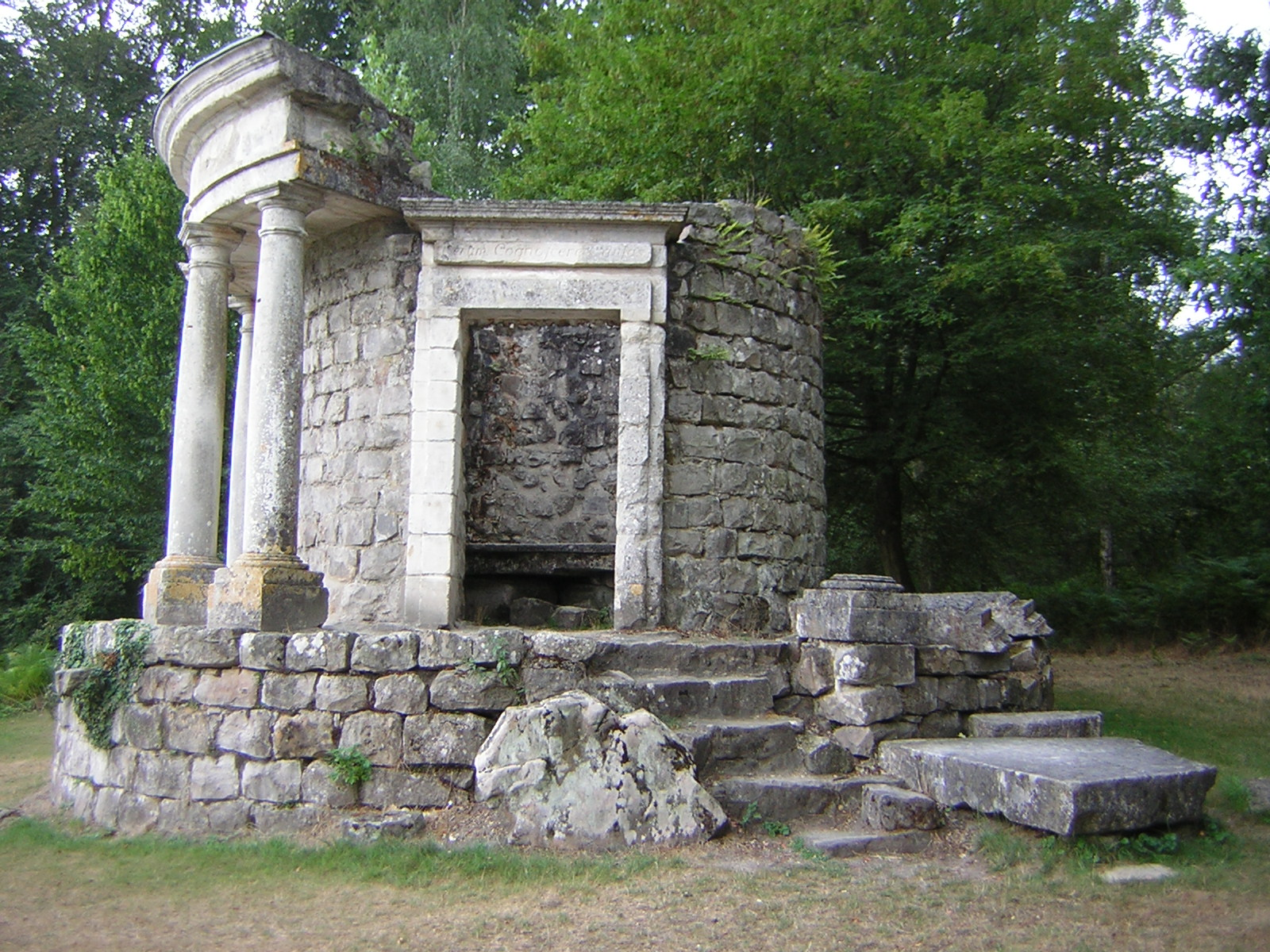
Il Tempio della Filosofia, uno dei capricci architettonici di Girardin

Lo stesso Marchese de Girardin si occupò della ricerca scientifica e pubblicò un articolo sugli eudiometri sul Journal de Physique di François Rozier. Dal punto di vista filosofico, invece, sembrò preferire tradurre i suoi pensieri attraverso la creazione del paesaggio, perché non pubblicò nulla su questo argomento, accontentandosi di annotare le opere che analizzava. I suoi autori preferiti furono Jean-Jacques Rousseau e Michel de Montaigne, e le loro opere, Il contratto sociale, Considerazioni sul governo della Polonia ed Essais. Le sue idee affondano quindi nei loro testi, e in quelli della fisiocrazia, che assegnava all'agricoltura un ruolo fondamentale nell'economia, nonché nelle teorie di estetica degli intellettuali inglesi Joseph Addison, Alexander Pope e Shaftesbury. Ideologo prima che filosofo, René de Girardin compose una dottrina fissa e trattenne dalle opere studiate tutto ciò che poteva sostenerla, ignorando il resto ("niente poteva contraddire le sue idee preconcette, ma trovava argomenti a loro favore in tutto"). Filantropo che crede fermamente nel progresso dell'umanità, il marchese è descritto dai biografi come un grande sognatore, ma un sognatore razionale, perché l'irrazionale non trova posto nelle sue concezioni. Quindi non accetta tutto di Rousseau, ma condivide le sue idee generali, i suoi sentimenti, il suo ideale e la sua avversione contro i cambiamenti improvvisi.
Detto questo, Girardin non vede il "ritorno alla Natura" andare di pari passo con l'abbandono delle scienze e delle arti, al contrario, come sostenuto da Rousseau nel Discorso sulle scienze e le arti. Esso si traduce per lui una vita familiare e santa, virtuosa ed eccellente, con pura moralità, che riporta la felicità sulla terra. L'uomo riuscirebbe a raggiungere questo obiettivo comprendendo i propri errori, pregiudizi ed errori grazie alla luce della filosofia e della scienza. I paesaggi e le ambientazioni pastorali del parco di Ermenonville e il gusto per gli autori bucolici si traducono così in una metafora della vita sulla terra, come Girardin auspica sia per il futuro, e i paesaggi da lui creati dovrebbero facilitare la coscienza comprensiva del visitatore, che il marchese vuole aiutare in questo modo a trovare la strada giusta.

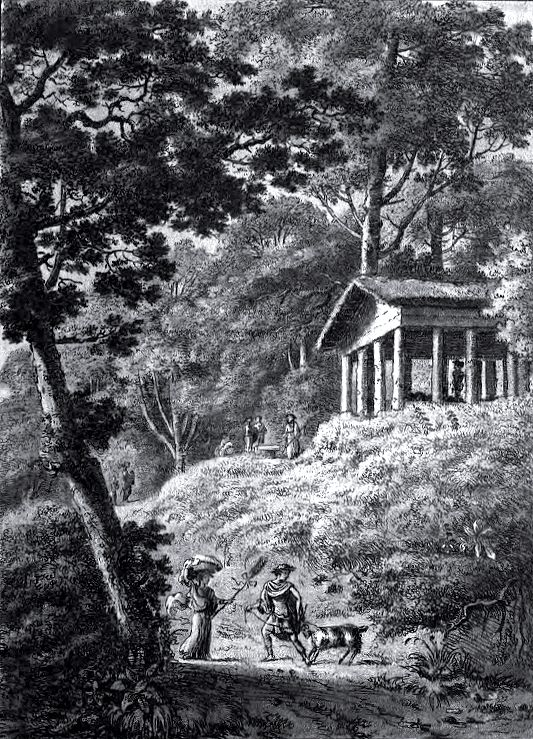
Grand Parc, incisione del Tempio Rustico (1783)

La realizzazione del giardino di Ermenonville riflette le idee del marchese. L'esperienza del camminatore doveva realizzarsi, secondo Girardin, a partire da tre registri di percezione: attraverso gli occhi per cogliere il pittoresco; dalla mente di appropriarsi della poesia dei luoghi (diversi edifici portano anche citazioni di poesia facendone anche un giardino letterario); dall'anima per sentire la sensazione che provoca. Il marchese si avvaleva anche della conoscenza di diffusi riferimenti pittorici e di metafore comuni nella pittura di paesaggio italiana e francese.
Comprendere i messaggi che Girardin voleva lanciare ai passeggiatori non è facile. Gli stili architettonici delle costruzioni mancano di unicità e i testi poetici sparsi nel parco sono presi in prestito da tutti i periodi della storia, dal Medioevo al XVIII secolo. Il parco, infatti, esprime il pensiero del suo ideatore e ne coglie i riferimenti culturali, di cui è opportuno tenere conto. Nella sua opera sul giardinaggio De la composition des paysages, Girardin fornisce poche chiavi di lettura, perché cerca di evitare di mettere in risalto i suoi gusti personali.
Nel saggio, René de Girardin non parla solo della creazione di parchi paesaggistici, ma sviluppa, nell'ultimo capitolo, un modello spaziale dell'organizzazione di un villaggio rurale, un modello economico e sociologico di riforma agraria, nonché idee per la riforma commerciale. Il suo obiettivo qui non è di ordine metafisico; mira a ridurre gli squilibri tra ricchi e poveri e a porre fine alla povertà nelle campagne. Basandosi sulle sue osservazioni sulla riforma agraria inglese dell'inizio del XVIII secolo, il marchese volle dimostrarla nel parco di Ermenonville. I piccoli appezzamenti dovevano essere riuniti ridistribuendo le proprietà, per rendere più redditizio lo sfruttamento alle singole famiglie, e si doveva trovare un pascolo comune nel centro del villaggio; questo per rimediare alla ristrettezza delle case (causa di malattie) e per poter rinunciare alla custodia degli animali intorno ad esse (recintando ad esempio solo il pascolo comune). Girardin immaginava anche uno spazio per il gioco, il tempo libero e la vita sociale. Nel settore orientale del Petit Parc (o parco settentrionale), il marchese fece costruire in questo modo alcune nuove case, un piccolo villaggio, realmente abitato da contadini. Si vede facilmente quanto le ambizioni del marchese de Girardin siano lontane dalle preoccupazioni di Maria Antonietta che, con la realizzazione dei giardini del Petit Trianon in forma di finto villaggio ("Hameau de la Reine") lo fece solo per il divertimento e lo svago. Girardin intende invece costruire la base di una comunità autosufficiente ed egualitaria, che sarà poi l'obiettivo di socialisti utopici come Charles Fourier, Saint-Simon e Robert Owen.

## Galleria (Parco Rousseau)

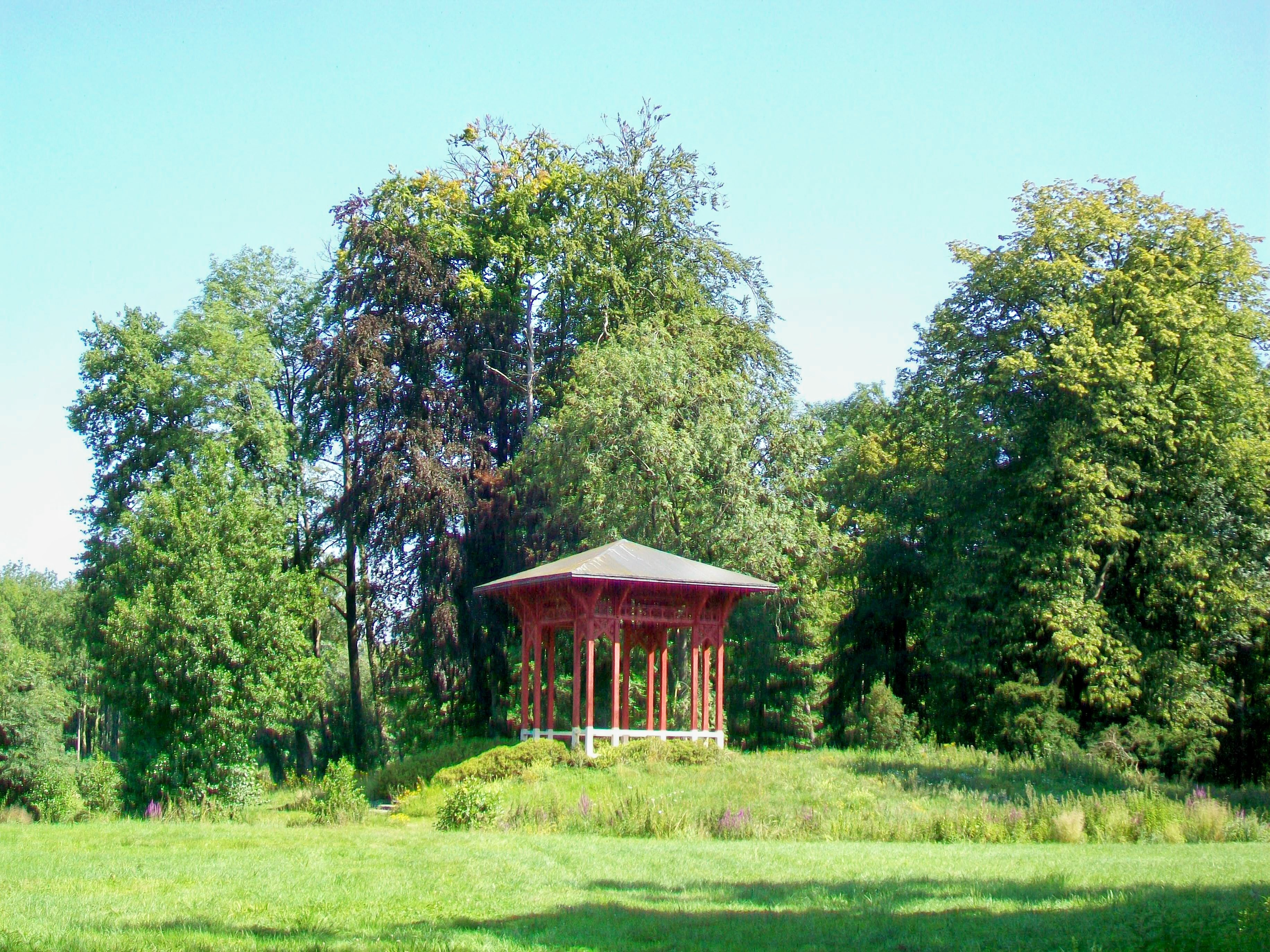
Veduta con il cosiddetto "chiosco" della Belle Gabrielle
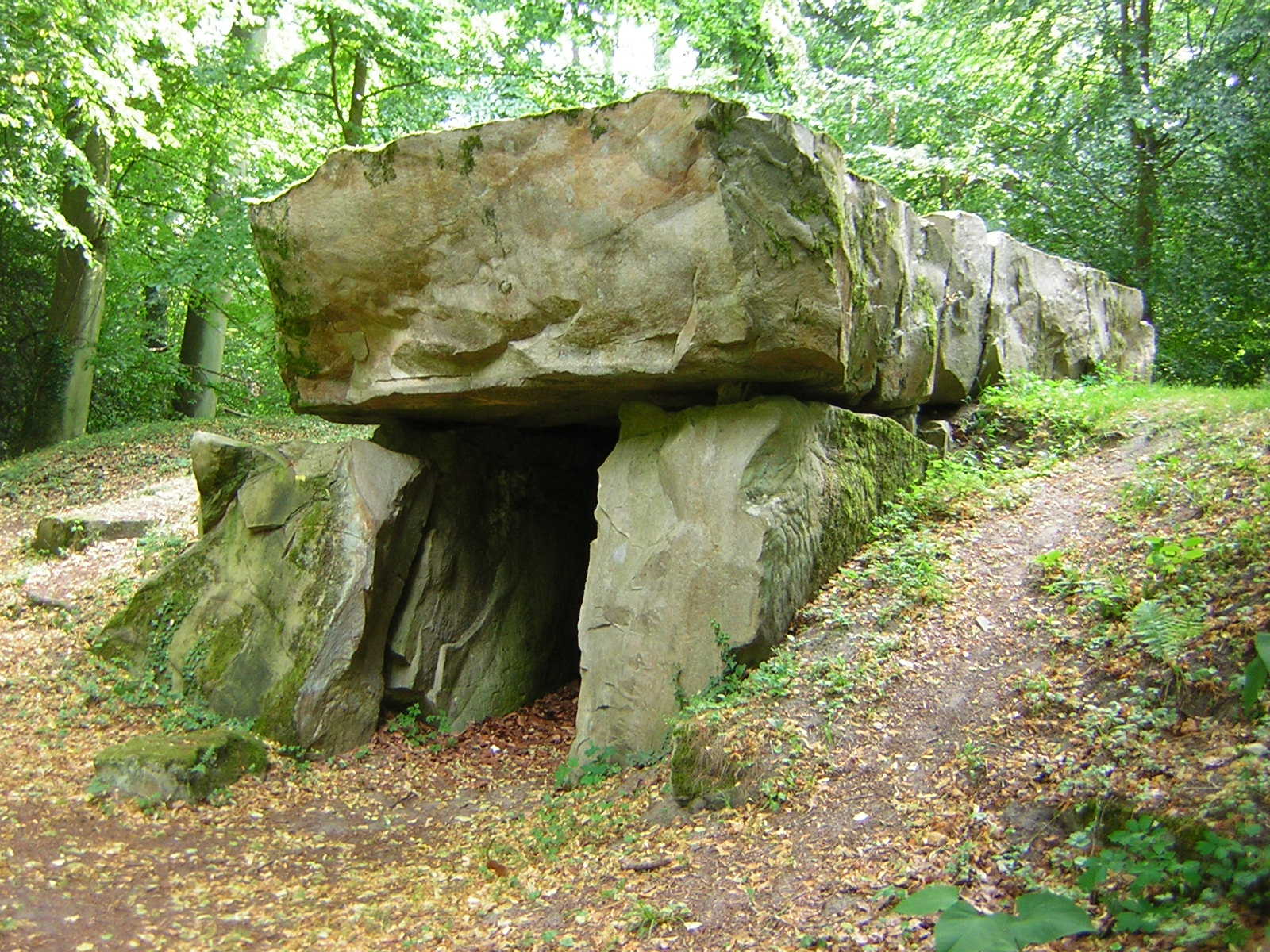
Il finto dolmen
La ghiacciaia
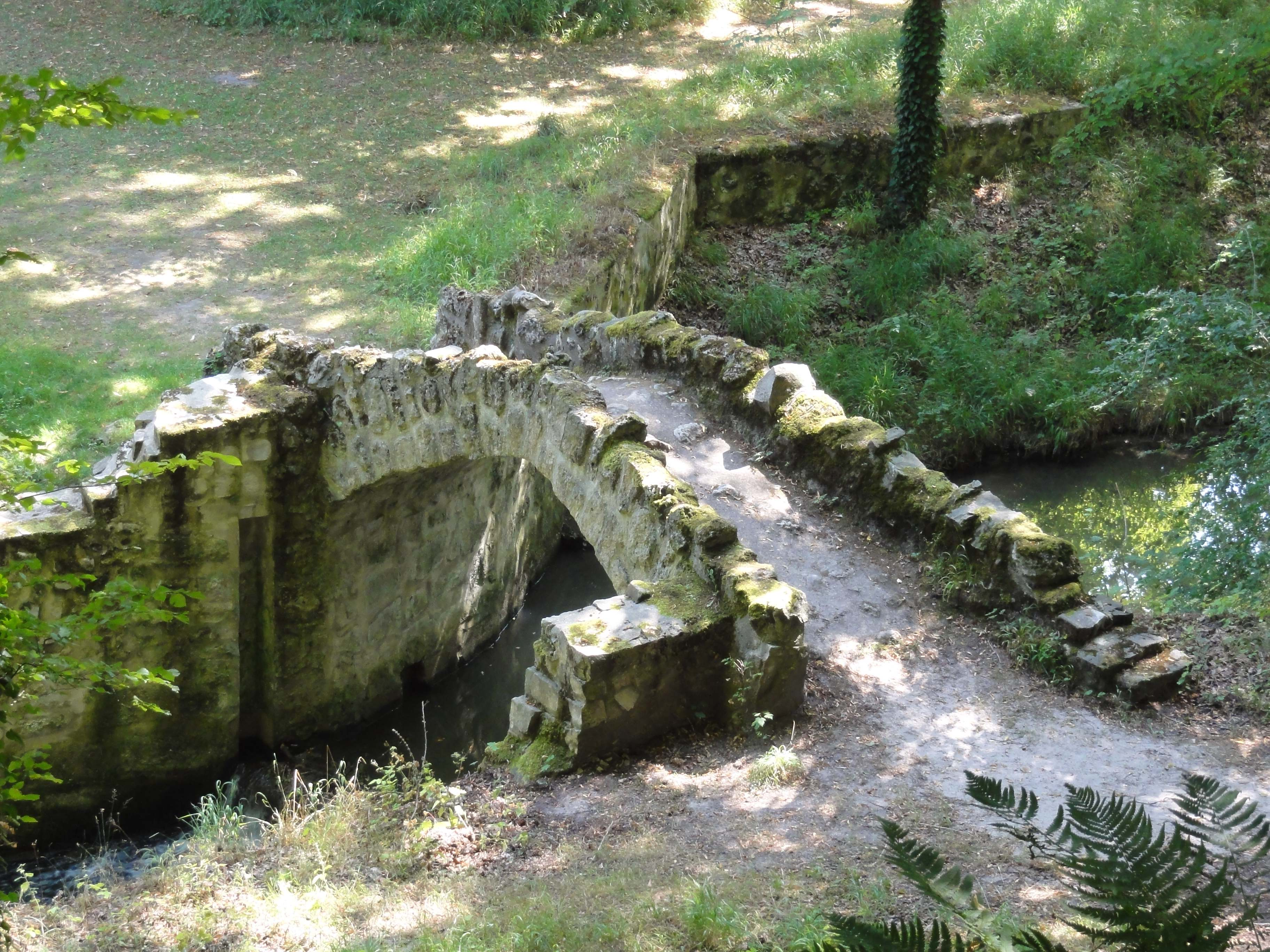
Ponte de la Brasserie

## Opere
- De la composition des paysages, 1777